# Giovanni di Lapo Ghini
Giovanni di Lapo Ghini (XIV secolo) è stato un architetto italiano.
Formatosi a Firenze è stato uno degli architetti che ha contribuito al completamento del corpo basilicale di Santa Maria del Fiore a Firenze.
Il 20 dicembre 1344 subentrò a Francesco Talenti nel ruolo di architetto e capomastro. Più tardi (1366) il Talenti tornò ad affiancarlo di nuovo. Durante la loro supervisione fu deciso di aggiungere una quarta campata alla cattedrale e di ampliare tutto lo schema delle absidi sul quale si sarebbe dovuta innalzare la cupola, progetto approvato definitivamente e messo in opera dal 1367. Santa Maria del Fiore diveniva così la più grande chiesa fino ad allora costruita in Italia.
A Firenze partecipò anche all'ingrandimento di Palazzo Vecchio, in parte seguendo un desiderio di magnificenza del Duca di Atene Gualtieri VI di Brienne, e probabilmente prese parte anche all'altro grande progetto architettonico in corso di realizzazione che era l'ultima cerchia delle Mura di Firenze.
A Prato, sempre con Francesco Talenti, completò il transetto della cattedrale. Suo figlio Simone di Giovanni Ghini fu un famoso scultore.